# حمله به کوی دانشگاه صنعتی اصفهان
در پی اعتراض جمع کثیری از دانشجویان دانشگاه صنعتی اصفهان به نتایج انتخابات در اواخر روز ۲۳ خرداد و اوایل بامداد ۲۴ خرداد ۱۳۸۸, نیروی انتظامی با ارسال تعداد زیادی از نیروهای ضد شورش مبادرت به ضرب و شتم شدید دانشجویان نمود.در این اقدام صدها نفر از دانشجویان به شدت زخمی شدند و وسائل شخصی آن‌ها از جمله لپ‌تاپ‌ها توسط مهاجمین تخریب شد.همچنین ۱۴۰ نفر از دانشجویان بازداشت شدند که حدود ۵۰ نفر با قید وثیقه چهل میلیون تومانی آزاد شدند.در پی این حوادث شورای دانشگاه امتحانات را به مدت ۱۷ روز به تعویق انداخت.نیروی انتظامی به دانشجویان خوابگاهی ضرب الاجل ۲۴ ساعته داد تا دانشگاه را ترک کنند. پس از آن نیز شورای دانشگاه اعلام کرد تا پایان مدت ۱۷ روزهٔ تعویق امتحانات فقط دانشجویان دکترا و کارشناسی ارشد(غیر خوابگاهی)حق ورود به دانشگاه را دارند.گفتنی است رئیس دانشگاه خسارت وارد شده را حدود بیست وپنج میلیارد ریال اعلام کرده‌است.
در حمله گارد ویژه، بیش از ۱۰۰ نفر از دانشجویان این دانشگاه مجروح شده و به درمانگاه فرستاده شدند، بیش از ۵۰۰ نفر با جراحت و ضرب دیدگی سطحی تر رها شدند.
محمدجواد پرنداخ، دانشجوی رشته مهندسی شیمی دانشگاه صنعتی اصفهان بود که پس از شرکت در تجمع دانشجویان این دانشگاه در اعتراض به انتخابات  ۲۲ خرداد ۸۸، به اداره اطلاعات اصفهان احضار و پس از دو روزجسد بی جان او پیدا شد. خبرگزاری فارس اعلام کرد وی خودکشی کرده‌است. ولی خانواده وی این خبر را تکذیب کرده و اذعان داشته‌اند که محمدجواد پرنداخ کشته شده‌است